# Jürgen Hartmann (Fußballspieler, 1943)
Jürgen Hartmann (* 22. Februar 1943) ist ein ehemaliger deutscher Fußballspieler. In der DDR-Oberliga, der höchsten Spielklasse im DDR-Fußball, spielte er 1964 für den SC Chemie Halle.

## Sportliche Laufbahn
In der Saison 1961/62 begann Jürgen Hartmanns Laufbahn im höherklassigen Fußball mit einem Einsatz in der zweitklassigen DDR-Liga für den Oberliga-Absteiger Fortschritt Weißenfels. 1962/63 absolvierte er schon die Hälfte der 26 Ligaspiele und war mit sechs Toren erfolgreich. Von der Spielzeit 1963/64 an wurden in der DDR-Liga 30 Spiele ausgetragen, von denen Hartmann in dieser Saison bis auf ein Spiel alle  Begegnungen bestritt und diesmal auf drei Tore kam.
Für den 18. Oberligaspieltag lieh sich der abstiegsgefährdete und von Spielerausfällen gehandicapte SC Chemie Halle den Weißenfelser Jürgen Hartmann für das Auswärtsspiel gegen den SC Empor Rostock aus. Bei der 0:1-Niederlage war Hartmann als Flügelstürmer eingesetzt worden.
In den Spielzeiten 1964/65 und 1965/66 war Hartmann wieder Stammspieler bei Fortschritt Weißenfels und kam in den 60 ausgetragenen Ligaspielen auf 51 Einsätze. In beiden Spielzeiten wurde er mit neun bzw. 14 Treffern Torschützenkönig seiner Mannschaft. 1966 musste Fortschritt Weißenfels aus der DDR-Liga absteigen.
Hartmann wechselte daraufhin zur Saison 1966/67 zum DDR-Ligisten Chemie Zeitz. Auch dort war er für zunächst drei Spielzeiten Stammspieler. Bei den in dieser Zeit ausgetragenen 90 Ligaspielen fehlte er lediglich in sieben Partien und erzielte neun Tore. 1969 stieg er auch mit Chemie Zeitz ab und musste danach zwei Spielzeiten in der Bezirksliga verbringen. 1971 stieg Hartmann mit der Mannschaft wieder in die DDR-Liga auf, wo er noch bis 1975 aktiv war. Bis dahin wurde er bei 86 Ligaspielen 63-mal aufgeboten, kam aber nur noch 1971/72 und 1972/73 zu fünf bzw. vier Toren. 1972 wurde Chemie Zeitz Liga-Staffel-Sieger und nahm an den Aufstiegsspielen zur Oberliga teil. In den acht Qualifikationsspielen wurde Hartmann in jeder Begegnung eingesetzt, kam auch zu zwei Toren, die Mannschaft verpasste aber den Aufstieg. In seiner letzten DDR-Liga-Saison 1974/75 kam er nur noch sechsmal zum Einsatz und hatte auch keinen Torerfolg. Als er sich im Sommer 1975 vom Leistungssport zurückzog, konnte er auf einen Oberligaeinsatz und 240 DDR-Liga-Spiele, in denen er 50 Tore erzielt hatte, zurückblicken.